# Sandy McCarthy
Sandy McCarthy, född 15 juni 1972, är en kanadensisk före detta professionell ishockeyforward som tillbringade elva säsonger i den nordamerikanska ishockeyligan National Hockey League (NHL), där han spelade för ishockeyorganisationerna Calgary Flames, Tampa Bay Lightning, Philadelphia Flyers, Carolina Hurricanes, New York Rangers och Boston Bruins. Han producerade 148 poäng (72 mål och 76 assists) samt 1 534 utvisningsminuter på 736 grundspelsmatcher. McCarthy spelade även på lägre nivåer för Salt Lake Golden Eagles i International Hockey League (IHL) och Titan de Laval i Ligue de hockey junior majeur du Québec (LHJMQ).
Han draftades i tredje rundan i 1991 års draft av Calgary Flames som 52:a spelare totalt.

## Statistik
| 1987–1988    | Midland Centennials     | GMOHL        | 18  | 2  | 1  | 3   | 70   | —  | —  | —  | —  | —   |
| 1988–1989    | Hawkesbury Hawks        | CJAHL        | 42  | 4  | 11 | 15  | 139  | —  | —  | —  | —  | —   |
| 1989–1990    | Titan de Laval          | LHJMQ        | 65  | 10 | 11 | 21  | 269  | 14 | 3  | 3  | 6  | 50  |
| 1990–1991    | Titan de Laval          | LHJMQ        | 68  | 21 | 19 | 40  | 297  | 13 | 6  | 5  | 11 | 67  |
| 1991–1992    | Titan de Laval          | LHJMQ        | 62  | 30 | 51 | 90  | 326  | 8  | 4  | 5  | 9  | 81  |
| 1992–1993    | Salt Lake Golden Eagles | IHL          | 77  | 18 | 20 | 38  | 220  | —  | —  | —  | —  | —   |
| 1993–1994    | Calgary Flames          | NHL          | 79  | 5  | 5  | 10  | 173  | 7  | 0  | 0  | 0  | 34  |
| 1994–1995    | Calgary Flames          | NHL          | 37  | 5  | 3  | 8   | 101  | 6  | 0  | 1  | 1  | 17  |
| 1995–1996    | Calgary Flames          | NHL          | 75  | 9  | 7  | 16  | 173  | 4  | 0  | 0  | 0  | 10  |
| 1996–1997    | Calgary Flames          | NHL          | 33  | 3  | 5  | 8   | 113  | —  | —  | —  | —  | —   |
| 1997–1998    | Calgary Flames          | NHL          | 52  | 8  | 5  | 13  | 170  | —  | —  | —  | —  | —   |
|              | Tampa Bay Lightning     | NHL          | 14  | 0  | 5  | 5   | 71   | —  | —  | —  | —  | —   |
| 1998–1999    | Tampa Bay Lightning     | NHL          | 67  | 5  | 7  | 12  | 135  | —  | —  | —  | —  | —   |
|              | Philadelphia Flyers     | NHL          | 13  | 0  | 1  | 1   | 25   | 6  | 0  | 1  | 1  | 0   |
| 1999–2000    | Philadelphia Flyers     | NHL          | 58  | 6  | 5  | 11  | 111  | —  | —  | —  | —  | —   |
|              | Carolina Hurricanes     | NHL          | 13  | 0  | 0  | 0   | 9    | —  | —  | —  | —  | —   |
| 2000–2001    | New York Rangers        | NHL          | 81  | 11 | 10 | 21  | 171  | —  | —  | —  | —  | —   |
| 2001–2002    | New York Rangers        | NHL          | 82  | 10 | 13 | 23  | 171  | —  | —  | —  | —  | —   |
| 2002–2003    | New York Rangers        | NHL          | 82  | 6  | 9  | 15  | 81   | —  | —  | —  | —  | —   |
| 2003–2004    | Boston Bruins           | NHL          | 37  | 3  | 1  | 4   | 28   | —  | —  | —  | —  | —   |
|              | New York Rangers        | NHL          | 13  | 1  | 0  | 1   | 2    | —  | —  | —  | —  | —   |
| NHL totalt   | NHL totalt              | NHL totalt   | 736 | 72 | 76 | 148 | 1534 | 23 | 0  | 2  | 2  | 61  |
| LHJMQ totalt | LHJMQ totalt            | LHJMQ totalt | 195 | 70 | 81 | 151 | 892  | 35 | 13 | 13 | 26 | 198 |